# Municipio de Pine Lake (condado de Pine)
El municipio de Pine Lake (en inglés: Pine Lake Township) es un municipio ubicado en el condado de Pine en el estado estadounidense de Minnesota. En el año 2010 tenía una población de 583 habitantes y una densidad poblacional de 6,43 personas por km².

## Geografía
El municipio de Pine Lake se encuentra ubicado en las coordenadas 46°11′39″N 92°59′57″O / 46.19417, -92.99917. Según la Oficina del Censo de los Estados Unidos, el municipio tiene una superficie total de 90.72 km², de la cual 85,59 km² corresponden a tierra firme y (5,65 %) 5,12 km² es agua.

## Demografía
Según el censo de 2010, había 583 personas residiendo en el municipio de Pine Lake. La densidad de población era de 6,43 hab./km². De los 583 habitantes, el municipio de Pine Lake estaba compuesto por el 98,63 % blancos, el 0,86 % eran amerindios y el 0,51 % eran de una mezcla de razas. Del total de la población el 0,69 % eran hispanos o latinos de cualquier raza.